# 伊万诺夫卡农村居民点 (伏尔加格勒州)
伊万诺夫卡农村居民点（俄语：Ивановское сельское поселение）是俄罗斯联邦伏尔加格勒州十月区所属的一个农村居民点。其下辖有1个居民点，行政中心为伊万诺夫卡。据2016年统计，该农村居民点的人口为501人。